# 프르셰미슬 왕조
프르셰미슬 왕조(체코어: Dynastie Přemyslovců)는 9세기부터 1306년까지 이어진 보헤미아의 체코인 왕조이다.

## 보헤미아 공작
- 보르지보이 1세 (870년 ~ 895년)
- 스피티흐네프 1세 (895년 ~ 915년)
- 브라티슬라프 1세 (915년 ~ 921년)
- 바츨라프 1세 (921년 ~ 929년)
- 볼레슬라프 1세 (935년 ~ 972년)
- 볼레슬라프 2세 (972년 ~ 999년)
- 볼레슬라프 3세 (999년 ~ 1002년)
- 블라디보이 (1002년 ~ 1003년)
- 볼레슬라프 4세 (1003년 ~ 1004년) - 폴란드의 국왕
- 야로미르 (1004년 ~ 1012년)
- 올드르지흐 (1012년 ~ 1033년)
- 야로미르 (복위, 1034년 ~ 1034년)
- 브르제티슬라프 1세 (1035년 ~ 1055년)
- 스피티흐네프 2세 (1055년 ~ 1061년)
- 브라티슬라프 2세 (1061년 ~ 1092년)
- 콘라트 1세 (1092년)
- 브르제티슬라프 2세 (1092년 ~ 1100년)
- 보르지보이 2세 (1100년 ~ 1107년)
- 스바토플루크 (1107년 ~ 1109년)
- 블라디슬라프 1세 (1109년 ~ 1117년)
- 보르지보이 2세 (복위, 1117년 ~ 1120년)
- 블라디슬라프 1세 (복위, 1120년 ~ 1125년)
- 소베슬라프 1세 (1125년 ~ 1140년)
- 블라디슬라프 2세 (1140년 ~ 1172년)
- 베드르지흐 (1172년 ~ 1173년)
- 소베슬라프 2세 (1173년 ~ 1178년)
- 베드르지흐 (복위, 1178년 ~ 1189년)
- 콘라트 2세 (1189년 ~ 1191년)
- 바츨라프 2세 (1191년 ~ 1192년)
- 오타카르 1세 (1192년 ~ 1193년)
- 브르제티슬라프 3세 (1193년 ~ 1197년)
- 블라디슬라프 3세 (1197년)

## 보헤미아의 국왕
- 오타카르 1세 (1197년 ~ 1230년)
- 바츨라프 1세 (1230년 ~ 1253년)
- 오타카르 2세 (1253년 ~ 1278년) - 오스트리아 공작
- 바츨라프 2세 (1278년 ~ 1305년) - 폴란드의 국왕
- 바츨라프 3세 (1305년 ~ 1306년) - 폴란드의 국왕, 헝가리의 국왕

## 같이 보기
- 보헤미아 왕국